# جامتسین داواجاف
جامتسین داواجاف (مغولی: Жамцын Даваажав؛ ۲۸ ژوئن ۱۹۵۳ – ۲۰۰۰) کشتی‌گیر اهل مغولستان بود.
وی در مسابقات کشوری و بین‌المللی در مجموع برندهٔ ۱ مدال نقره، ۱ مدال برنز شده‌است.